# Delegado presidencial provincial de Chile
El delegado presidencial provincial es la autoridad residente en 40 provincias de Chile. A él le corresponde ejercer la supervigilancia de cada uno de los servicios públicos que existen en cada provincia, además es el representante natural e inmediato del presidente en cada una de las provincias, todo esto de acuerdo a las instrucciones del delegado presidencial regional.

## Historia
Los delegados presidenciales provinciales son elegidos y removidos libremente por el presidente de la República. Este cargo fue creado por la reforma constitucional de 2017 y reemplazó a los gobernadores provinciales. Con esta nueva ley de descentralización, las gobernaciones de las capitales regionales se extinguen junto con las intendencias, generando una fusión en sus equipos de trabajo, pasando a conformar la Delegación Presidencial Regional.
Las provincias que tienen dentro de sus límites a la capital regional no tienen el cargo de delegado presidencial provincial, por lo que sus funciones la asume el delegado presidencial regional de la región correspondiente.

## Nombramiento y requisitos
El Delegado Presidencial Provincial es nombrado por el presidente de la República y se mantendrá en sus funciones mientras cuente con su confianza.
Para ser designado delegado presidencial provincial, se requiere:
- Ser ciudadano con derecho a sufragio.
- Tener cumplidos 21 años de edad y reunir los requisitos generales para el ingreso a la Administración Pública chilena.
- No hallarse condenado por crimen o simple delito, y
- Residir en la región respectiva, a lo menos, en los últimos dos años anteriores a su designación

No podrá ser delegado presidencial provincial el que tuviere dependencia de sustancias o drogas estupefacientes o sicotrópicas ilegales, a menos que justifique su consumo por un tratamiento médico. Para asumir alguno de esos cargos, el interesado deberá prestar una declaración jurada que acredite que no se encuentra afecto a esta causal de inhabilidad.

## Subrogación y cesación en el cargo
El delegado presidencial provincial será subrogado por el funcionario de más alto grado del respectivo escalafón administrativo; lo anterior se entiende sin perjuicio de la facultad del presidente para designar un suplente.
Los delegados presidenciales provinciales cesarán en sus cargos por las siguientes causales:
- Pérdida de cualquiera de los requisitos habilitantes establecidos para su desempeño;
- Aceptación de un cargo incompatible;
- Inscripción como candidato a un cargo de elección popular;
- Aceptación de renuncia;
- Remoción dispuesta por el presidente de la República, y
- Destitución por acuerdo del Senado, conforme a lo dispuesto en el artículo 53, N.º 1, de la Constitución Política de la República.

## Funciones y atribuciones
De acuerdo al capítulo XIV de la constitución de la República de Chile, el delegado presidencial provincial de Chile tiene las siguientes funciones:
- Ejercer, de acuerdo a las instrucciones del delegado presidencial regional, la supervigilancia de los servicios públicos existentes en la provincia que dependan o se relacionen con el presidente de la República a través de un Ministerio. Además, la ley determinará las atribuciones que podrá delegarle el delegado presidencial regional y las demás que le corresponden.
- Podrán designar encargados para el ejercicio de sus facultades en una o más localidades.
- Ejercer las tareas de gobierno interior, especialmente las destinadas a mantener en la provincia el orden público y la seguridad de sus habitantes y bienes;
- Aplicar en la provincia las disposiciones legales sobre extranjería;
- Autorizar reuniones en plazas, calles y demás lugares de uso público, en conformidad con las normas vigentes. Estas autorizaciones deberán ser comunicadas a Carabineros de Chile;
- Requerir el auxilio de la fuerza pública en el territorio de su jurisdicción, en conformidad a la ley;
- Adoptar todas las medidas necesarias para prevenir y enfrentar situaciones de emergencia o catástrofe;
- Velar por el buen uso de la Bandera Nacional establecido en la ley sobre uso o izamiento de la Bandera Nacional y en su reglamento, y permitir el uso de pabellones extranjeros en los casos que autorice la ley;
- Autorizar la circulación de los vehículos de los servicios públicos creados por ley fuera de los días y horas de trabajo, para el cumplimiento de la función administrativa, así como la excepción de uso de disco fiscal, en conformidad con las normas vigentes;
- Ejercer la vigilancia de los bienes del Estado, especialmente de los nacionales de uso público. En uso de esta facultad, el delegado presidencial provincial velará por el respeto al uso a que están destinados, impedirá su ocupación ilegal o todo empleo ilegítimo que entrabe su uso común y exigirá administrativamente su restitución cuando proceda;
- Dictar las resoluciones e instrucciones que estime necesarias para el ejercicio de sus atribuciones propias o delegadas;
- Supervisar los programas y proyectos de desarrollo que los servicios públicos creados por ley efectúen en la provincia, que no dependan o se relacionen con el gobierno regional;
- Disponer las medidas de coordinación necesarias para el desarrollo provincial;
- Hacer presente al delegado presidencial regional o a los respectivos secretarios regionales ministeriales, con la debida oportunidad, las necesidades que observare en su territorio jurisdiccional, y
- Cumplir las demás funciones y ejercer las atribuciones que las leyes y reglamentos le asignen.

## Listado de delegados presidenciales provinciales
Los siguientes son los delegados y delegadas presidenciales provinciales del gobierno de Gabriel Boric para el período 2022-2026, reemplazando la figura de gobernador provincial existente hasta antes del año 2021. El listado de los delegados presidenciales provinciales se dieron a conocer el 28 de febrero de 2022. Sin embargo hay 16 provincias que no cuentan con una delegación propia, debido a que se encuentran en la capital regional por lo cual la función es ejercida por los delegados presidenciales regionales de cada región.
| Delegados presidenciales provinciales                      | Delegados presidenciales provinciales               | Delegados presidenciales provinciales             | Delegados presidenciales provinciales | Delegados presidenciales provinciales | Delegados presidenciales provinciales | Delegados presidenciales provinciales |
| Región                                                     | Región                                              | Delegación                                        | Nombre                                | Partido                               | Partido                               | Período                               |
| ---------------------------------------------------------- | --------------------------------------------------- | ------------------------------------------------- | ------------------------------------- | ------------------------------------- | ------------------------------------- | ------------------------------------- |
|                                                            | Región de Arica y Parinacota                        | Delegación Presidencial Provincial de Arica       | Sin delegación                        | Sin delegación                        | Sin delegación                        | Sin delegación                        |
| Delegación Presidencial Provincial de Parinacota           | Región de Arica y Parinacota                        | José Miguel Huanca Mamani                         |                                       | FA                                    | Desde el 10 de diciembre de 2024      |                                       |
|                                                            | Región de Tarapacá                                  | Delegación Presidencial Provincial de Iquique     | Sin delegación                        | Sin delegación                        | Sin delegación                        | Sin delegación                        |
| Delegación Presidencial Provincial del Tamarugal           | Región de Tarapacá                                  | Camila Castillo Guerrero                          |                                       | FA                                    | Desde el 20 de mayo de 2023           |                                       |
|                                                            | Región de Antofagasta                               | Delegación Presidencial Provincial de Antofagasta | Sin delegación                        | Sin delegación                        | Sin delegación                        | Sin delegación                        |
| Delegación Presidencial Provincial de El Loa               | Región de Antofagasta                               | Miguel Ballesteros Candia                         |                                       | FA                                    | Desde el 11 de marzo de 2022          |                                       |
| Delegación Presidencial Provincial de Tocopilla            | Región de Antofagasta                               | Rachel Cortés Cortés                              |                                       | FRVS                                  | Desde el 28 de enero de 2023          |                                       |
|                                                            | Región de Atacama                                   | Delegación Presidencial Provincial de Copiapó     | Sin delegación                        | Sin delegación                        | Sin delegación                        | Sin delegación                        |
| Delegación Presidencial Provincial de Huasco               | Región de Atacama                                   | Karina Zárate Rodríguez                           |                                       | PPD                                   | Desde el 2 de diciembre de 2023       |                                       |
| Delegación Presidencial Provincial de Chañaral             | Región de Atacama                                   | Jorge Fernández Herrera                           |                                       | PCCh                                  | Desde el 5 de enero de 2023           |                                       |
|                                                            | Región de Coquimbo                                  | Delegación Presidencial Provincial de Elqui       | Sin delegación                        | Sin delegación                        | Sin delegación                        | Sin delegación                        |
| Delegación Presidencial Provincial de Limarí               | Región de Coquimbo                                  | Eduardo Alcayaga Cortés                           |                                       | PS                                    | Desde el 10 de diciembre de 2024      |                                       |
| Delegación Presidencial Provincial de Choapa               | Región de Coquimbo                                  | Jonatan Vega Carvajal                             |                                       | AH                                    | Desde el 7 de agosto de 2024          |                                       |
|                                                            | Región de Valparaíso                                | Delegación Presidencial Provincial de Valparaíso  | Sin delegación                        | Sin delegación                        | Sin delegación                        | Sin delegación                        |
| Delegación Presidencial Provincial de Quillota             | Región de Valparaíso                                | José Orrego Ramírez                               |                                       | FA                                    | Desde el 11 de marzo de 2022          |                                       |
| Delegación Presidencial Provincial de San Antonio          | Región de Valparaíso                                | Carolina Quinteros Urquieta                       |                                       | PL                                    | Desde el 15 de enero de 2025          |                                       |
| Delegación Presidencial Provincial de San Felipe           | Región de Valparaíso                                | Daniel Muñoz Pereira                              |                                       | PPD                                   | Desde el 30 de septiembre de 2023     |                                       |
| Delegación Presidencial Provincial de Los Andes            | Región de Valparaíso                                | Cristian Aravena Reyes                            |                                       | PS                                    | Desde el 11 de marzo de 2022          |                                       |
| Delegación Presidencial Provincial de Petorca              | Región de Valparaíso                                | Luis Soto Pérez                                   |                                       | Ind.                                  | Desde el 11 de marzo de 2022          |                                       |
| Delegación Presidencial Provincial de Isla de Pascua       | Región de Valparaíso                                | Sergio Tepano Cuevas                              |                                       | Ind.                                  | Desde el 2 de diciembre de 2023       |                                       |
| Delegación Presidencial Provincial de Marga Marga          | Región de Valparaíso                                | Fidel Cueto Rosales                               |                                       | FA                                    | Desde el 11 de marzo de 2022          |                                       |
|                                                            | Región Metropolitana de Santiago                    | Delegación Presidencial Provincial de Maipo       | Mauricio Orrego Saavedra              |                                       | PS                                    | Desde el 9 de diciembre de 2024       |
| Delegación Presidencial Provincial de Cordillera           | Región Metropolitana de Santiago                    | Osvaldo Maldonado Pinto                           |                                       | PCCh                                  | Desde el 9 de diciembre de 2024       |                                       |
| Delegación Presidencial Provincial de Talagante            | Región Metropolitana de Santiago                    | Stephanie Duarte Moreno                           |                                       | FA                                    | Desde el 11 de marzo de 2022          |                                       |
| Delegación Presidencial Provincial de Melipilla            | Región Metropolitana de Santiago                    | Bastián Alarcón Atenas                            |                                       | Ind.                                  | Desde el 9 de diciembre de 2024       |                                       |
| Delegación Presidencial Provincial de Chacabuco            | Región Metropolitana de Santiago                    | Andrés Hidalgo Leiva                              |                                       | FA                                    | Desde el 9 de diciembre de 2024       |                                       |
| Delegación Presidencial Provincial de Santiago             | Región Metropolitana de Santiago                    | Sin delegación                                    | Sin delegación                        | Sin delegación                        | Sin delegación                        |                                       |
|                                                            | Región del Libertador General Bernardo O'Higgins    | Delegación Presidencial Provincial de Cachapoal   | Sin delegación                        | Sin delegación                        | Sin delegación                        | Sin delegación                        |
| Delegación Presidencial Provincial de Colchagua            | Región del Libertador General Bernardo O'Higgins    | Marta Pizarro Inzunza                             |                                       | FRVS                                  | Desde el 11 de marzo de 2022          |                                       |
| Delegación Presidencial Provincial de Cardenal Caro        | Región del Libertador General Bernardo O'Higgins    | Josefina del Pilar Toro                           |                                       | PS                                    | Desde el 2 de diciembre de 2023       |                                       |
|                                                            | Región del Maule                                    | Delegación Presidencial Provincial de Talca       | Sin delegación                        | Sin delegación                        | Sin delegación                        | Sin delegación                        |
| Delegación Presidencial Provincial de Curicó               | Región del Maule                                    | José Patricio Correa Sánchez                      |                                       | PR                                    | Desde el 11 de marzo de 2022          |                                       |
| Delegación Presidencial Provincial de Linares              | Región del Maule                                    | Aly Valderrama Villaroel                          |                                       | PCCh                                  | Desde el 1 de septiembre de 2023      |                                       |
| Delegación Presidencial Provincial de Cauquenes            | Región del Maule                                    | Claudio Merino Neira                              |                                       | PPD                                   | Desde el 14 de enero de 2023          |                                       |
|                                                            | Región de Ñuble                                     | Delegación Presidencial Provincial de Itata       | Mario Cruces Núñez                    |                                       | PL                                    | Desde el 10 de diciembre de 2024      |
| Delegación Presidencial Provincial de Diguillín            | Región de Ñuble                                     | Sin delegación                                    | Sin delegación                        | Sin delegación                        | Sin delegación                        |                                       |
| Delegación Presidencial Provincial de Punilla              | Región de Ñuble                                     | Rocío Hizmeri Fernández                           |                                       | PCCh                                  | Desde el 11 de marzo de 2022          |                                       |
|                                                            | Región del Biobío                                   | Delegación Presidencial Provincial de Concepción  | Sin delegación                        | Sin delegación                        | Sin delegación                        | Sin delegación                        |
| Delegación Presidencial Provincial del Bio Bio             | Región del Biobío                                   | Javier Fuchslocher Baeza                          |                                       | PS                                    | Desde el 19 de diciembre de 2024      |                                       |
| Delegación Presidencial Provincial de Arauco               | Región del Biobío                                   | Humberto Toro Vega                                |                                       | PS                                    | Desde el 23 de abril de 2022          |                                       |
|                                                            | Región de la Araucanía                              | Delegación Presidencial Provincial de Cautín      | Sin delegación                        | Sin delegación                        | Sin delegación                        | Sin delegación                        |
| Delegación Presidencial Provincial de Malleco              | Región de la Araucanía                              | Leopoldo Rosales Neira                            |                                       | PS                                    | Desde el 10 de diciembre de 2024      |                                       |
|                                                            | Región de Los Ríos                                  | Delegación Presidencial Provincial de Valdivia    | Sin delegación                        | Sin delegación                        | Sin delegación                        | Sin delegación                        |
| Delegación Presidencial Provincial del Ranco               | Región de Los Ríos                                  | Alejandra Álamos Herrera                          |                                       | PR                                    | Desde el 10 de junio de 2025          |                                       |
|                                                            | Región de Los Lagos                                 | Delegación Presidencial Provincial de Llanquihue  | Sin delegación                        | Sin delegación                        | Sin delegación                        | Sin delegación                        |
| Delegación Presidencial Provincial de Osorno               | Región de Los Lagos                                 | Claudia Pailalef Montiel                          |                                       | PS                                    | Desde el 11 de marzo de 2022          |                                       |
| Delegación Presidencial Provincial de Chiloé               | Región de Los Lagos                                 | Marcelo Malagueño                                 |                                       | PR                                    | Desde el 2 de diciembre de 2023       |                                       |
| Delegación Presidencial Provincial de Palena               | Región de Los Lagos                                 | Luis Montaña Soto                                 |                                       | FA                                    | Desde el 11 de marzo de 2022          |                                       |
|                                                            | Región de Aysén del General Carlos Ibáñez del Campo | Delegación Presidencial Provincial de Coyhaique   | Sin delegación                        | Sin delegación                        | Sin delegación                        | Sin delegación                        |
| Delegación Presidencial Provincial de Aysén                | Región de Aysén del General Carlos Ibáñez del Campo | Rodrigo Moreno Rivera                             |                                       | PPD                                   | Desde el 10 de diciembre de 2024      |                                       |
| Delegación Presidencial Provincial del General Carrera     | Región de Aysén del General Carlos Ibáñez del Campo | Cristóbal Barceló Veas                            |                                       | Ind.                                  | Desde el 11 de enero de 2023          |                                       |
| Delegación Presidencial Provincial del Capitán Prat        | Región de Aysén del General Carlos Ibáñez del Campo | Marta Montiel                                     |                                       | PPD                                   | Desde el 11 de marzo de 2022          |                                       |
|                                                            | Región de Magallanes y de la Antártica Chilena      | Delegación Presidencial Provincial de Magallanes  | Sin delegación                        | Sin delegación                        | Sin delegación                        | Sin delegación                        |
| Delegación Presidencial Provincial de Última Esperanza     | Región de Magallanes y de la Antártica Chilena      | Guillermo Ruiz Santana                            |                                       | PS                                    | Desde el 9 de julio de 2024           |                                       |
| Delegación Presidencial Provincial de Tierra del Fuego     | Región de Magallanes y de la Antártica Chilena      | José Miguel Campos Prieto                         |                                       | Ind.                                  | Desde el 9 de julio de 2024           |                                       |
| Delegación Presidencial Provincial de la Antártica Chilena | Región de Magallanes y de la Antártica Chilena      | Constanza Calisto Gallardo                        |                                       | Ind.                                  | Desde el 9 de julio de 2024           |                                       |

#### Renuncias
El 9 de marzo de 2022, a dos días antes de asumir el nuevo gobierno se confirmaron las renuncias de los siguientes delegados presidenciales provinciales designados: Cristián Troncoso en la Provincia de Maipo, fue reemplazado por Miguel Ángel Rojas Alarcón; Sergio Pinilla en la Provincia de Biobío, el cual fue reemplazado por Paulina Purrán Purrán; Silvia Prieto Gómez en la Provincia de Arauco, fue reemplazada por Javier Ponce Molina; Juan Francisco Díaz Bahamonde en la Provincia de Última Esperanza, el cual fue reemplazado por Romina Álvarez Alarcón.
El 22 de abril de 2022, el Delegado Presidencial Provincial de Arauco, Javier Ponce Molina, renunció a su cargo por motivos de salud. Al día siguiente, fue reemplazado por Humberto Toro Vega, quien anteriormente se había desempeñado como Gobernador de la Provincia durante el Segundo gobierno de Michelle Bachelet (2014–2018).
El 30 de septiembre de 2022, el Delegado Presidencial Provincial de Malleco, Leandro Reyes Sanhueza, renunció a su cargo. Al día siguiente, fue reemplazado por Andrea Parra Sauterel, quien anteriormente se había desempeñado como Gobernadora de la Provincia de Malleco durante el Segundo gobierno de Michelle Bachelet (2014–2018).
Tras los intentos de saqueo que afectaron a la comuna de Puente Alto, el 21 de octubre de 2022 presentó su renuncia Marcela Mella Ortiz (UNIR), Delegada Presidencial Provincial de Cordillera. En su reemplazo asumió de manera interina Giordano Delpin Pino (RD), Delegado Presidencial Provincial de Chacabuco.
El 11 de noviembre de 2022, la delegada presidencial provincial de Chiloé, Mariela Núñez (RD) renunció a su cargo, siendo subrogada al día siguiente por el Secretario Regional Ministerial de Desarrollo Social y Familia de Los Lagos, Enzo Jaramillo (PS). El 16 de diciembre de 2022 Alejandro Barría (PS) asumió la titularidad de la cartera.
El 12 de enero de 2023 se aceptaron las renuncias de los siguientes delegados presidenciales provinciales: Rossana Montero (Ind.) en la provincia de Tocopilla, Scarlet Valdés (PL) en San Felipe de Aconcagua y Daniel Fernández (COM) en General Carrera. En su reemplazo fueron nombrados Miguel Ballesteros (en calidad de subrogante), Maricel Martínez Vicencio y Cristóbal Barceló Veas, respectivamente. Además se nombró a Alejandra Cortés Vásquez (PL) en la provincia de Cordillera, la cual se mantenía vacante desde octubre de 2022.
El 14 de enero de 2023 se aceptó la renuncia de Juan Reyes Quiroz (Ind.) al cargo de Delegado Presidencial Provincial de Cauquenes, siendo reemplazado el ismo día por Claudio Merino Neira (PPD).